# 한덕호
한덕호(1982년 8월 5일 ~ )는 대한민국의 배우이다.

## 출연작

### 영화
- 《1919 유관순》 (2019년) - 정재용 역
- 《혜원아, 사랑해》 (2012년) - 구조대원 1 / 산장사내 1 역
- 《짐승》 (2010년) - 한창준 실장 역
- 《누가 쌌노》 (2011년) - 훈 역
- 《서서 자는 나무》 (2010년) - 김우식 역
- 《구르믈 버서난 달처럼》 (2010년) - 의금부 판사 역
- 《등대지기》 (2006년) - 우진 역

### 드라마
- 《밥이 되어라》 (2021년, MBC) - 용구 역
- 《사생활》 (2020년, JTBC) - 박동은 역

### 연극
- 《우리 아배 참봉 나으리》
- 《중첩》
- 《이래도 오늘, 저래도 오늘》
- 《고시원 연쇄 화재 사건》
- 《한여름 밤의 꿈》
- 《강택구》
- 《울고 있는 저 여자》
- 《츄림스크에서의 지난 여름》
- 《나의 PS 파트너》
- 《황금용》
- 《펠리칸》
- 《쥐덫》
- 《Q요리 그게 뭐지요》
- 《우리 마을》
- 《사랑의 헛수고》
- 《이광수의 무명》
- 《결혼》
- 《언챙이 곡마단》
- 《자유로울 수 없나요》